# Kwilu (province)
Pour les articles homonymes, voir Kwilu.
Le Kwilu est une province de la république démocratique du Congo créée en 2015.

## Histoire
Le 2 mars 2015, la loi de programmation déterminant les modalités d’installation des nouvelles provinces est promulguée par le chef de l’État. Le Kwilu est créé à la suite de l'éclatement de la province du Bandundu. 

## Géographie
Province occidentale et intérieure du pays, le Kwilu s'étend sur 79 906 km2 et est limitrophe de quatre autres provinces congolaises.
|          | Mai-Ndombe |       |
| Kinshasa | Kwilu      | Kasaï |
|          | Kwango     |       |

## Environnement
Kwilu est à l'ouest de la république démocratique du Congo, où son environnement est exposé à la dégradation des sols.

## Administration
En 2015, la province du Kwilu est divisée en 2 villes, 5 territoires, 7 communes urbaines, 8 communes rurales, 49 secteurs et 502 groupements :
- Ville de Bandundu
  - Communes urbaines de : Basoko, Disasi (avec Wombali) et Mayoyo.
- Ville de Kikwit
  - Communes urbaines de : Kazamba, Lukemi, Lukolela, Nzinda

- territoire de Bulungu
  - secteurs : de Kipuka, Kwenge, Nko, Luniungu, Kilunda, Mikwi, Kwilu-Kimbata, Dwe, Niadi-Nkara, Imbongo
  - Commune rurale : Bulungu
- territoire de Masi-Manimba
  - secteurs : Bidungi, Kinzenga, Kitoy, Mokamo, Mosango, Pay Kongila, Sungu, Kibolo, Kinzenzengo, Masi-Manimba
  - Commune rurale : Masi-Manimba
- territoire de Bagata
  - secteurs : Kwango-Kasai, Kwilu-Ntobere, Kidzweme, Manzasay, Wamba
  - Commune rurale : Bagata
- territoire d'Idiofa
  - secteurs : Banga, Belo, Bulwem, Kalanganda, Kanga, Kapia, Kipuku, Madimbi, Mateko, Idiofa, Sedjo, Yassa Lokwa
  - Communes rurales : Idiofa, Mangay, Dibaya Lubwe, Panu
- territoire de Gungu
  - secteurs : Gungu, Kandale, Kilamba, Kilembe, Kisunzu, Kobo Masala, Kondo, Lozo, Lukamba, Mudikalunga, Mungindu, Ngudi
  - Commune rurale : Gungu

| Subdivision                | Chef-lieu    | Superficie (km²) | Population (2016) |
| -------------------------- | ------------ | ---------------- | ----------------- |
| Territoire de Bagata       | Bagata       | 18 179           | 1 360 081         |
| Territoire de Bulungu      | Bulungu      | 12 000           | 1 256 663         |
| Territoire de Gungu        | Gungu        | 14 565           | 1 376 164         |
| Territoire d'Idiofa        | Idiofa       | 18 672           | 2 002 769         |
| Territoire de Masi-Manimba | Masi-Manimba | 14 327           | 1 571 503         |